# جيهان وو
جيهان وو (بالصينية: 吳忌寒؛ بالإنجليزية: Jihan Wu؛ من مواليد 1986) هو رجل أعمال وملياردير صيني، جمع ثروته من العملات المشفرة، شارك في تأسيس منصة بتماين في عام 2013، والتي أصبحت أكبر شركة في العالم لتعدين البيتكوين، حيث بلغت عائداتها 2.5 مليار دولار أمريكي في عام 2017، وهو من كبار المؤيدين لـ بيتكوين كاش، تصدّر قائمة فوربس للمليارديرات في العالم لعام 2020 كواحد من أصغر خمسة مليارديرات في آسيا.

## حياته
وُلِد في عام 1986 في مدينة تشونغتشينغ، الصين، درس في جامعة بكين، حصل على درجتين جامعتين في الاقتصاد وعلم النفس في عام 2009. بعد التخرج من الكلية عمل كمحلل مالي في شركة أسهم خاصة، في مايو 2011 جمع 100،000 يوان من العائلة والأصدقاء لشراء 900 بيتكوين، أسس هو وزميله تشانغ جيا أول موقع لمجتمع البيتكوين في الصين، وفي أواخر عام 2011 كان أول من ترجم الورقة البيضاء (الورقة التقنية) لساتوشي ناكاموتو عن البيتكوين إلى الصينية.